# Marine Tondelier
Marine Tondelier (ur. 23 sierpnia 1986 w Bois-Bernardu) – francuska działaczka polityczna i samorządowa, od 2022 liderka ugrupowania Les Écologistes.

## Życiorys
Córka dentystki i specjalisty w zakresie homeopatii. Absolwentka Institut d'études politiques de Lille, uzyskała magisterium z zarządzania placówkami służby zdrowia. Odbyła m.in. staż w ambasadzie Francji w Sztokholmie, pracowała w Île-de-France, zajmując się kwestiami jakości powietrza.
Zaangażowała się w działalność polityczną w ramach ugrupowania Europa Ekologia – Zieloni, odpowiadała za letnie uniwersytety partii. W 2014 zasiadła w radzie miejskiej w Hénin-Beaumont, a w 2021 została członkinią rady regionalnej w Hauts-de-France. W 2022 była rzeczniczką kampanii prezydenckiej Yannicka Jadota. W grudniu 2022 została wybrana na sekretarza krajowego EÉLV; zastąpiła na tej funkcji Juliena Bayou. W 2023 kierowana przez nią partia przyjęła nową nazwę – Les Écologistes.